# Лупоаја (Валча)
Лупоаја (рум. Lupoaia) насеље је у Румунији у округу Валча у општини Песчана. Oпштина се налази на надморској висини од 315 m.

## Становништво
Према подацима из 2002. године у насељу је живело 293 становника, од којих су сви румунске националности.